# Лідер Данило Данилович
Данило Данилович Лідер (25 квітня (8 травня) 1917, Вікторфельд — 29 грудня 2002, Київ) — український художник-сценограф, педагог. Дійсний член Академії мистецтв України, член Національної спілки художників України, Національної спілки театральних діячів України, Комітету з Державних премій України імені Тараса Шевченка.

## Біографія
Народився 25 квітня (8 травня) 1917 року в селі Вікторфельді Малчевсько-Полнинської волості Донецького округу Області Війська Донського (нині село Вікторівка Ростовська область). Німець. Від 1933 року навчався в Ростовському художньому училищі, а по його закінченні в 1937 році вступив до Ленінградської академії мистецтв.
З початком німецько-радянської війни, після окупації західних регіонів СРСР вермахтом, як етнічний німець був висланий на Урал, працював на трудовому фронті — спочатку забійником на шахтах, потім художником тресту «Еманжилинскуголь» в Челябінській області РРФСР.
Від 1946 року — головний художник Челябінського драматичного театру імені С. Цвіллінга. Від 1955 працював художником у театрах Ленінграда. У 1956 році закінчив Ленінградський інститут живопису, скульптури та архітектури ім. І. Рєпіна.

Могила Данила Лідера, Байкове кладовище

У 1962 році переїхав до Києва. Від 1963 року працював у Київському театрі оперети. Від 1965 року займав посаду головного художника Київського академічного українського драматичного театру імені І. Франка. Як художник співпрацював з іншими київськими театрами. Водночас у 1973–1980 роках викладав на кафедрі живопису і композиції Київського художнього інституту. У 1975–1980 роках — керівник театральної майстерні Київського художнього інституту. У 1979–1990 роках знову працював у Київському академічному українському драматичному театрі імені І. Франка.
Від 1990 року — викладач (водночас керівник майстерні), з 1994 року — професор кафедри живопису і композиції Української академії мистецтв. Заснував власну школу сценографії. Його учнями були ряд українських сценографів та художників, серед яких Андрій Александрович-Дочевський, Зінаїда Васіна, Володимир Карашевський, Леся Левада, Марія Левитська, Сергій Маслобойщиков, Ігор Несміянов, Олег Луньов тощо.
Був автором багатьох публікацій з творчих питань у періодичних виданнях. Його теоретичний доробок поданий у збірці «Театр для себе» (автор концепції та упорядник Ольга Островерх), що містить філософську та театральну есеїстику художника.
Помер у 85-річному віці в Києві 29 грудня 2002 року. 2 січня 2003 року похований на Байковому кладовищі (ділянка № 49б, 50°25′2.20″ пн. ш. 30°30′4.15″ сх. д. / 50.4172778° пн. ш. 30.5011528° сх. д.). За бажанням самого Лідера, на могилі відсутній надгробок — тільки квадратна ділянка, засаджена травою.

## Сценографічні роботи
Данило Лідер оформив більше 150 вистав
Театр імені Самуїла Цвиллінга (Челябінськ)
- 1952 — «Любов Ярова» за однойменною п'єсою Костянтина Треньова (Сталінська премія)

Київський театр оперети
- 1963 — «Фіалка Монмартру» Імре Кальмана
- 1964 — «Квітка Міссісіпі» Джерома Керна
- 1965 — «Ніч у Венеції» Йоганна Штрауса

Київський академічний російський драматичний театр ім. Лесі Українки
- 1964 — «В день весілля» Віктора Розова
- 1969 — «Дивна місіс Севідж» Джона Патріка
- 1980 — «Вишневий сад» Антона Чехова; реж. Ірина Молостова

Київський академічний український драматичний театр ім. Івана Франка
- 1965 — «Сторінка щоденника» Олександра Корнійчука; реж. Володимир Лизогуб
- 1966 — «Патетична соната» Миколи Куліша; реж. Дмитро Алексідзе, П. Сергиєнко
- 1968 — «Ради семейного очага» Івана Франка; реж. Броніслав Мешкіс
- 1970 — «Ярослав Мудрий» Івана Кочерги; реж. Броніслав Мешкіс
- 1970 — «Вірність» Миколи Зарудного
- 1971 — «В ночь лунного затмения» Мустай Каріма; реж. Сергій Сміян
- 1973 — «Голубі олені» Олексія Коломійця
- 1974 — «Здравствуй, Прип'ять!» Олександра Левади; реж. Сергій Сміян
- 1980 — «Дядя Ваня» Антона Чехова; реж. Сергій Данченко
- 1980 — «Загибель ескадри» Олександра Корнійчука; реж. Сергій Данченко
- 1983 — «Гостина старої дами» Фрідріха Дюрренматта; реж. Сергій Данченко
- 1985 — «Злива» Олексія Коломійця
- 1988 — «Камінний господар» Лесі Українки; реж. Сергій Данченко
- 1989 — «Тев'є-Тевель» Григорія Горіна за Шолом-Алейхемом; реж. Сергій Данченко

Театр опери та балету (Київ)
- 1966 — «Княгиня Волконська» Юрія Знатокова
- 1968 — «Дафніс і Хлоя. Болеро» Моріса Равеля

## Відзнаки
- 1952 — Сталінська премія за оформлення вистави «Любов Ярова» Костянтина Треньова в Челябінському академічному драматичному ім. С. М. Цвіллінга)
- 1972 — Заслужений діяч мистецтв УРСР
- 1977 — Золота медаль 2-ї трієналлє у Вільнюсі за декорації до вистав «Макбет» В. Шекспіра та «Кар'єра Артуро Уї» Б. Брехта
- 1982 — Народний художник УРСР
- 1988 — Премії імені О. Корнійчука
- 1993 — Національна премія України імені Тараса Шевченка
- Медаль Празької квадрієнале
- Медаль «Ветеран праці»